# اوگ بزرگ
اوگ بزرگ (فرانسوی: Hugues le Grand‎)، دوک فرانک‌ها و کنت پاریس در سده ۹ میلادی بود.
او پسر روبر یکم و بیاتریس ورماندوا بود، که در سال ۸۹۸ میلادی در پاریس و در خاندان روبرتیان زاده شد. پس از آن که بارون‌ها بر شارل ساده، امپراتور کارولنژی شوریدند، روبر یکم به پادشاهی فرانک باختری برگزیده شد. اوگ پس از مرگ پدر حکومت را نپذیرفت و نزد رودلف رفت و به خدمت او درآمد. پس از آن بود که درگیری‌ها و اختلافات میان رودلف پدید آمد، ولی با مرگ رودلف، اوگ به عنوان حاکم منطقه‌ای میان سن و لوآر منصوب شد و با هدویگ ساکسونی در سال ۹۳۷ ازدواج کرد.